# Kleiner Arbersee
Der Kleine Arbersee fünf Kilometer südlich des Ortes sowie auf dem Gebiet der Gemeinde Lohberg (Oberpfalz) ist einer von drei Karseen des Bayerischen Waldes. Auf der tschechischen Seite dieses ausgedehnten Waldgebietes befinden sich im Böhmerwald weitere fünf Karseen. Die Seen sind Relikte der Eiszeit und als Karseen, Zungenbeckenseen oder als Mischformen beider einzuordnen und von einem teils dichten Hochwald umschlossen. 1882 erkannte Joseph Partsch als erster die glaziale Natur der Moränenwälle in der Seeumgebung.

## Beschreibung

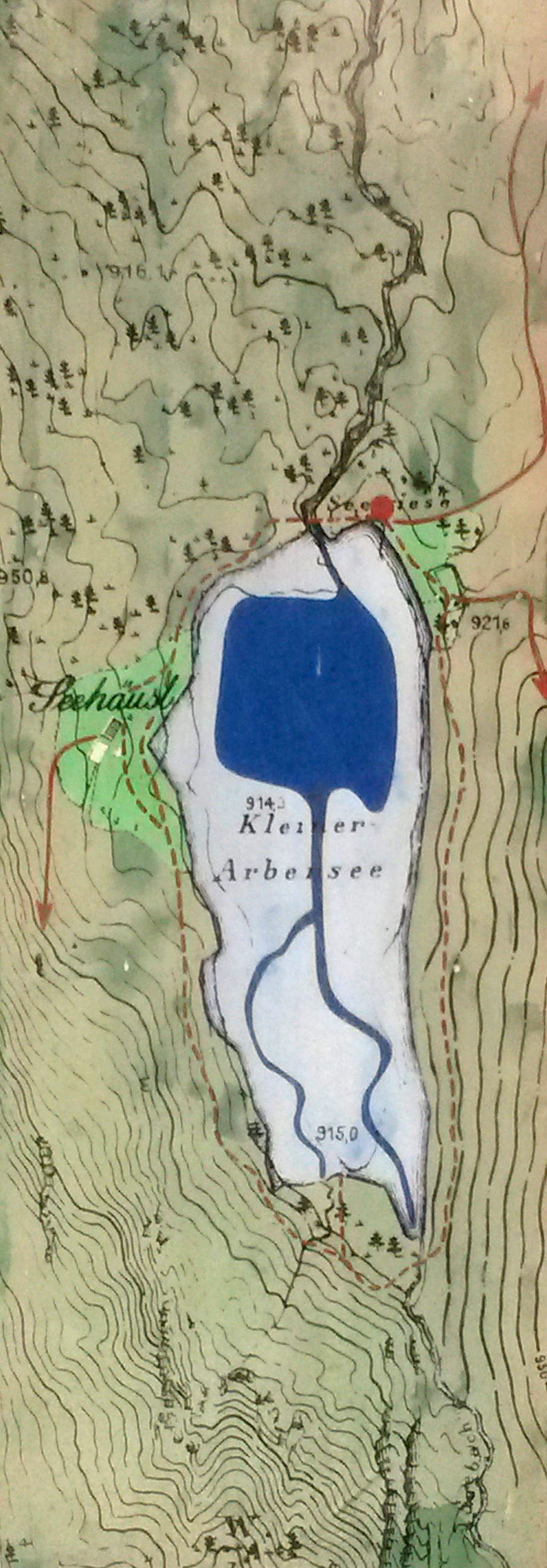
Dunkelblau: Seefläche vor 1885
Hellblau: Seefläche heute

Der Kleine Arbersee hat eine Gesamtfläche von 63.600 m². Er weist einen sehr niedrigen pH-Wert von 4,5 auf, nach anderen Angaben aber 5,51. Aufgrund des niedrigen pH-Werts war der See lange Zeit fischfrei. Lediglich Kleinlebewesen können in diesem Milieu überleben. Untersuchungen haben gezeigt, dass im Stillgewässer seit Anfang der 2010er Jahre wieder einzelne Bachsaiblinge leben. Im Seebach unterhalb des Kleinen Arbersees sind auch wieder Bachforellen zu beobachten.
Ein besonderes Merkmal der beiden Arberseen (Kleiner und Großer Arbersee) sind die so genannten Schwingrasen, die am Ufer aufsitzen und gegen die Wasserfläche vorwachsen. Insbesondere am Kleinen Arbersee ist dieses ungewöhnliche Naturphänomen zu bewundern. Sie entstanden nach 1885, als der See um etwa einen Meter zum Triften des Holzes im Seebach (und weiter im Weißen Regen und Regen) aufgestaut wurde. Dabei vergrößerte sich der See von 2,9 Hektar auf 9,6 Hektar. Gleichzeitig haben sich die Moorfilze vom Ufer losgelöst und trieben lange Zeit als „schwimmende Inseln“ auf dem See. Seit einigen Jahren ist ihre Position aber mehr oder weniger stabil. Stellenweise haben die Inseln eine Dicke von 1,5 bis 3,5 Meter, so dass sogar 40- bis 60-jährige Fichten auf ihnen wachsen. Die größte Insel hat eine Ausdehnung von 4.500 m². Die Wassertiefe schwankt, laut Messungen Mitte der 1990er Jahre, zwischen 6 und 10 Metern. Das Betreten der schwimmenden Inseln am Kleinen und Großen Arbersee ist nicht zulässig, da Lebensgefahr besteht. Neben einer Vielzahl von Gräben und kleinen Bächen wird der Kleine Arbersee hauptsächlich aus dem Seebach, der im Süden aus dem Seeloch mündet, gespeist. An einem Wehrbauwerk im Norden fließt das Wasser des Kleinen Arbersee in den Seebach. Ab der Mündung des Ebenbaches trägt das Fließgewässer den Namen Weißer Regen.
Am Nordostufer befand sich zwischen 1714 und 1742 und dann noch einmal zwischen 1783 und etwa 1800 eine Glashütte, die Seehütte. Die Fundamente der ehemaligen Glashütten sind als Bodendenkmal ausgewiesen. Heute liegt am Westufer das Gasthaus Seehäusl. Auf einem markierten Rundweg lässt sich der Kleine Arbersee zu Fuß "umrunden".

## Naturschutzgebiet
Das Naturschutzgebiet Kleiner Arbersee wurde am 28. November 1959 geschaffen und am 19. März 1998 geändert ausgewiesen. Es hat eine Größe von 307,5 ha und umfasst den See, die umgebenden Moore und naturnahen Verlandungsbereiche sowie nadelgehölzdominierte Wälder am Kleinen und Großen Arber. Die Schutzverordnung von 1984 sieht vor, dass die Inseln nicht betreten und das Gewässer mit Wasserfahrzeugen nicht befahren werden dürfen. Wegen einer befristeten Befreiung davon wurden jedoch bis Ende 1998 Ruderboote verliehen. Heute herrscht im gesamten Naturschutzgebiet das Wegegebot. Hunde müssen angeleint werden. Baden – auch Sonnenbaden – ist verboten. Fischotter und Biber konnten sich im und am Gewässer wieder ansiedeln. Auch das scheue und vom Aussterben bedrohte Auerhuhn findet in lichten, strukturierten Wäldern mit kleinstrauchreicher Bodenvegetation ein Zufluchtsgebiet. Eine seltene Pflanzenart der Schwingrasen ist die hier gefundene Moororchidee Sumpf-Weichorchis.

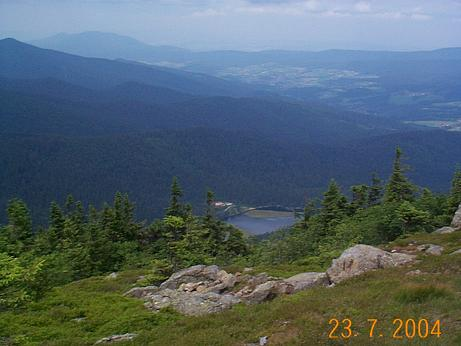
Blick vom Großen Arber
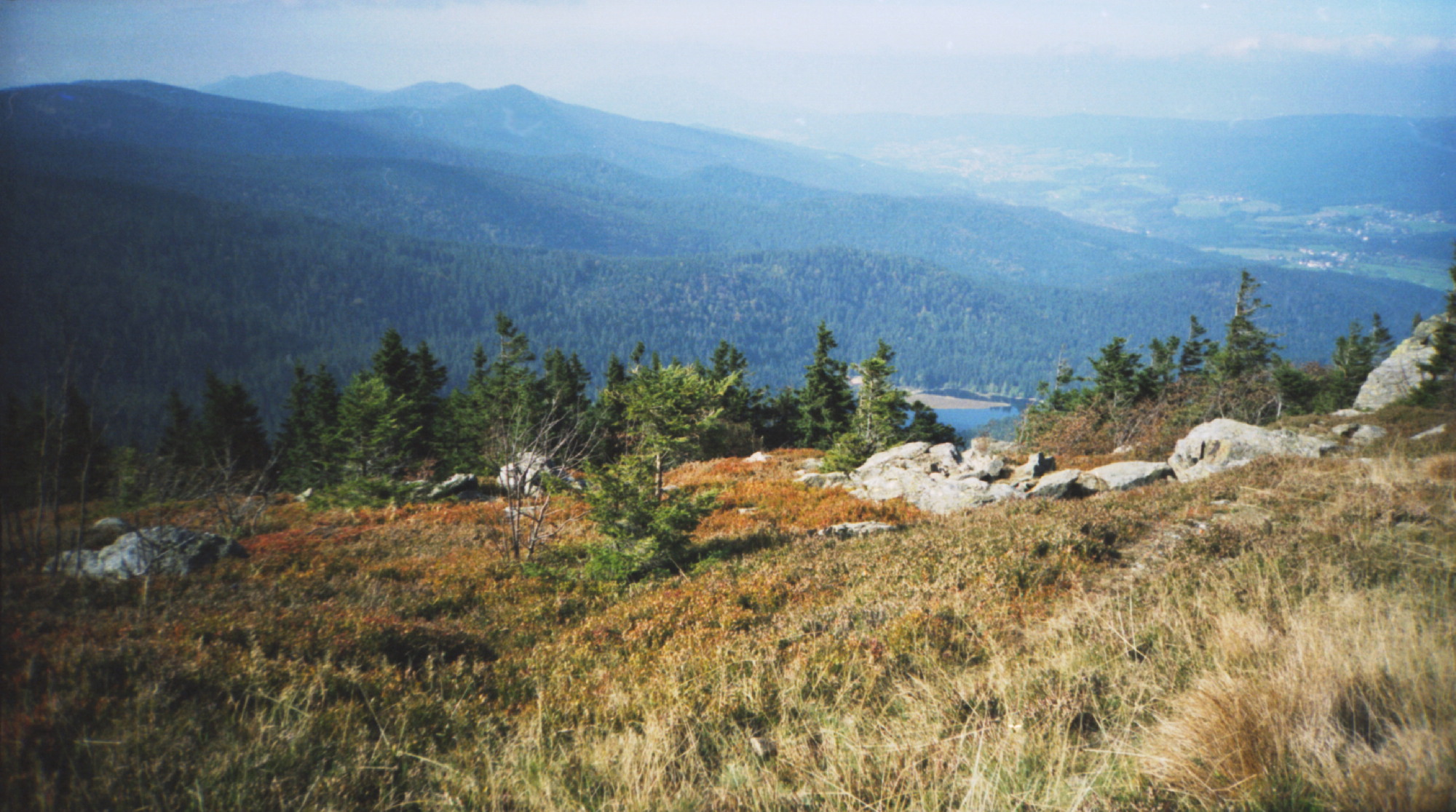
Blick vom Großen Arber
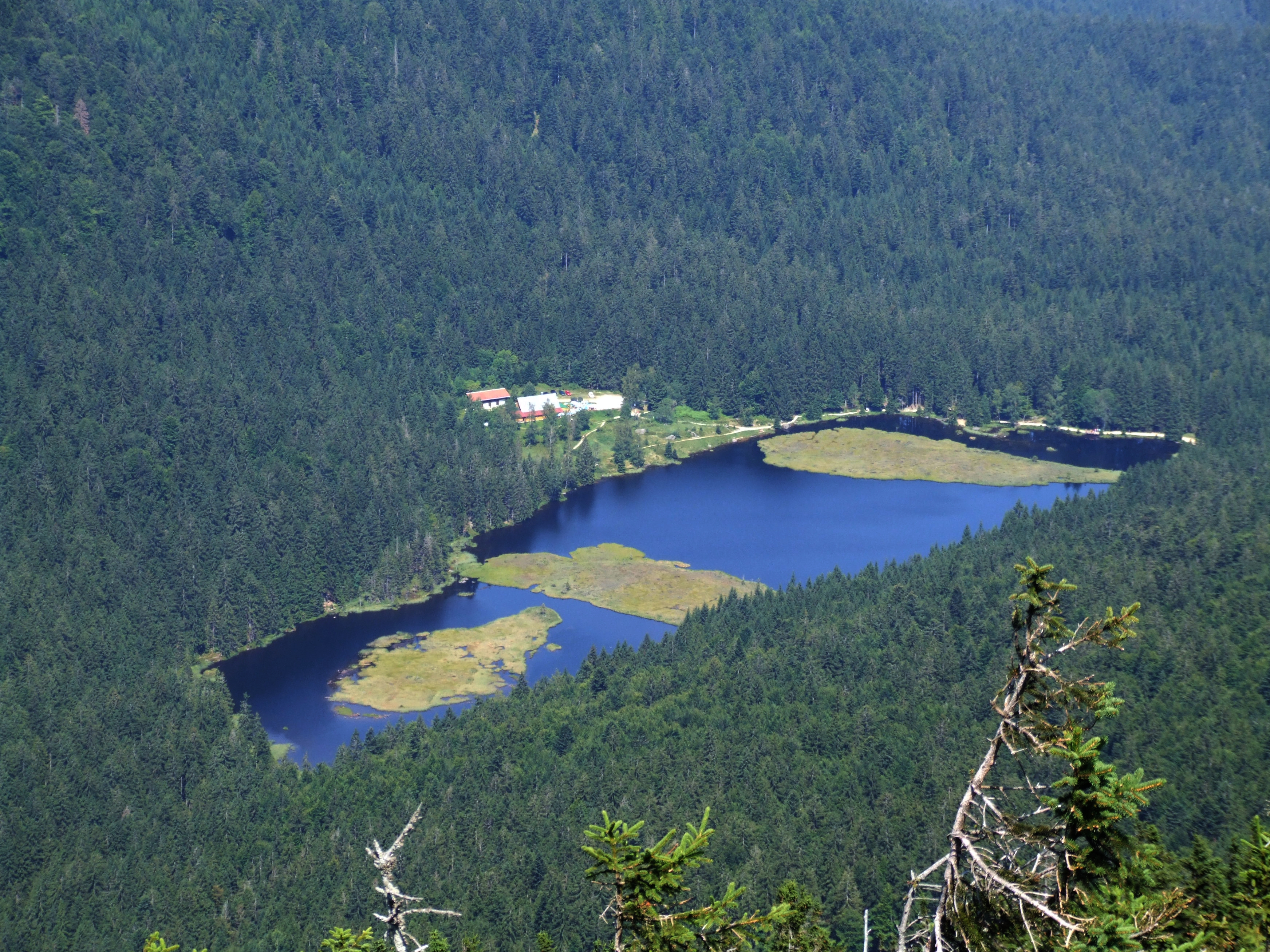
Kleiner Arbersee – direkter Blick vom Großen Arber
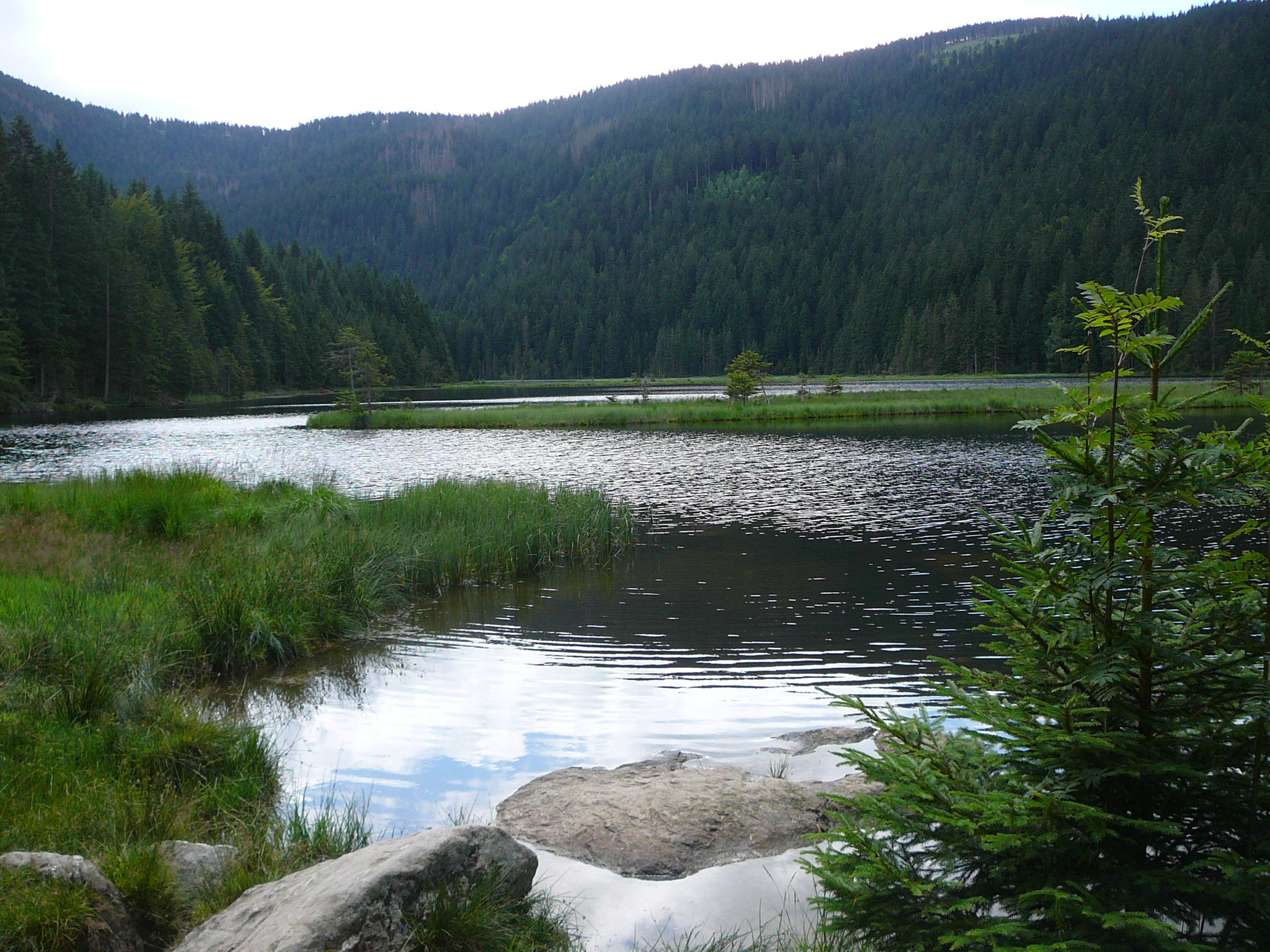
Kleiner Arbersee:Blick von Nordosten